# Seznam největších jezer v Severní Americe podle rozlohy

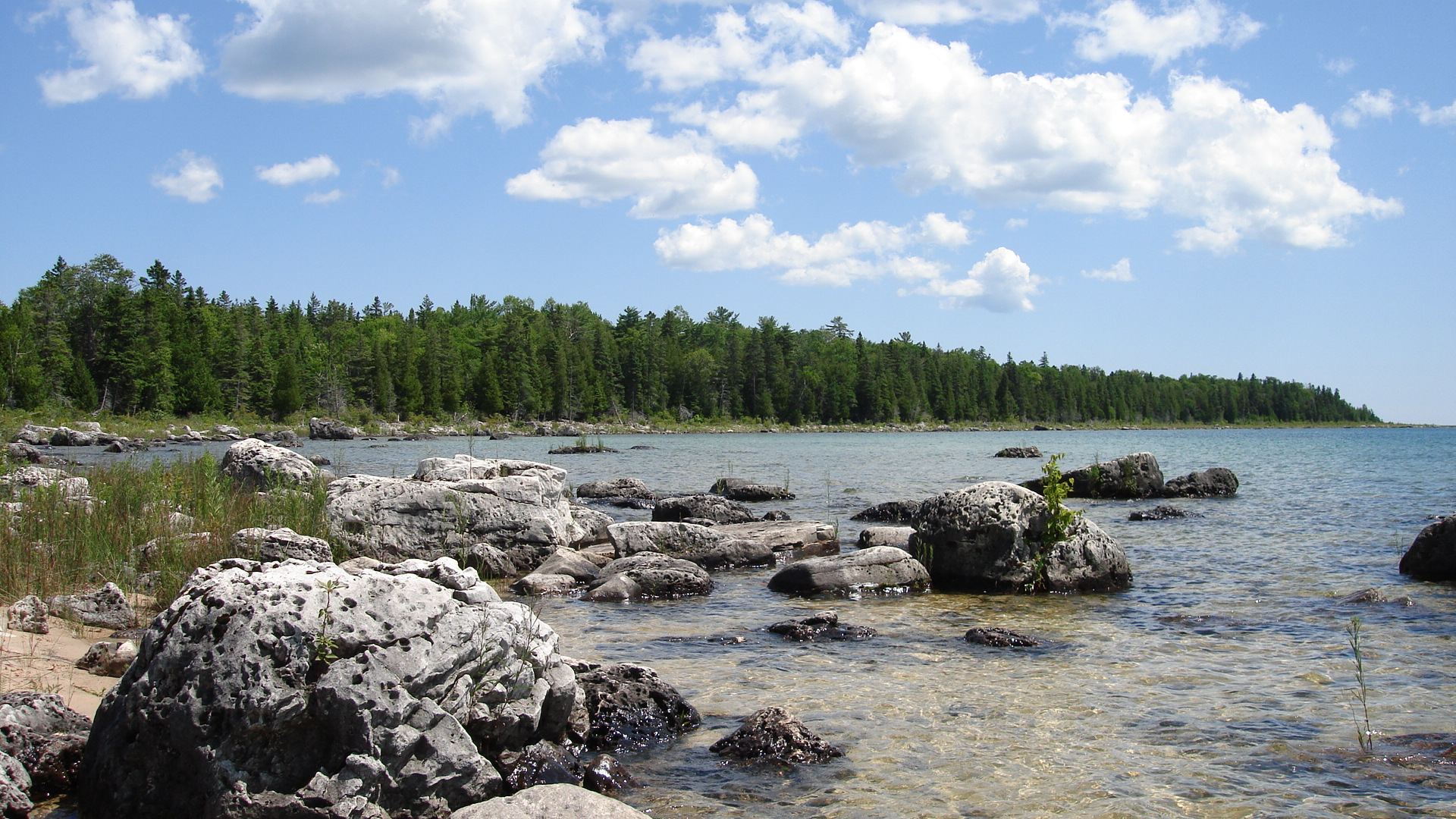
Huronské jezero.

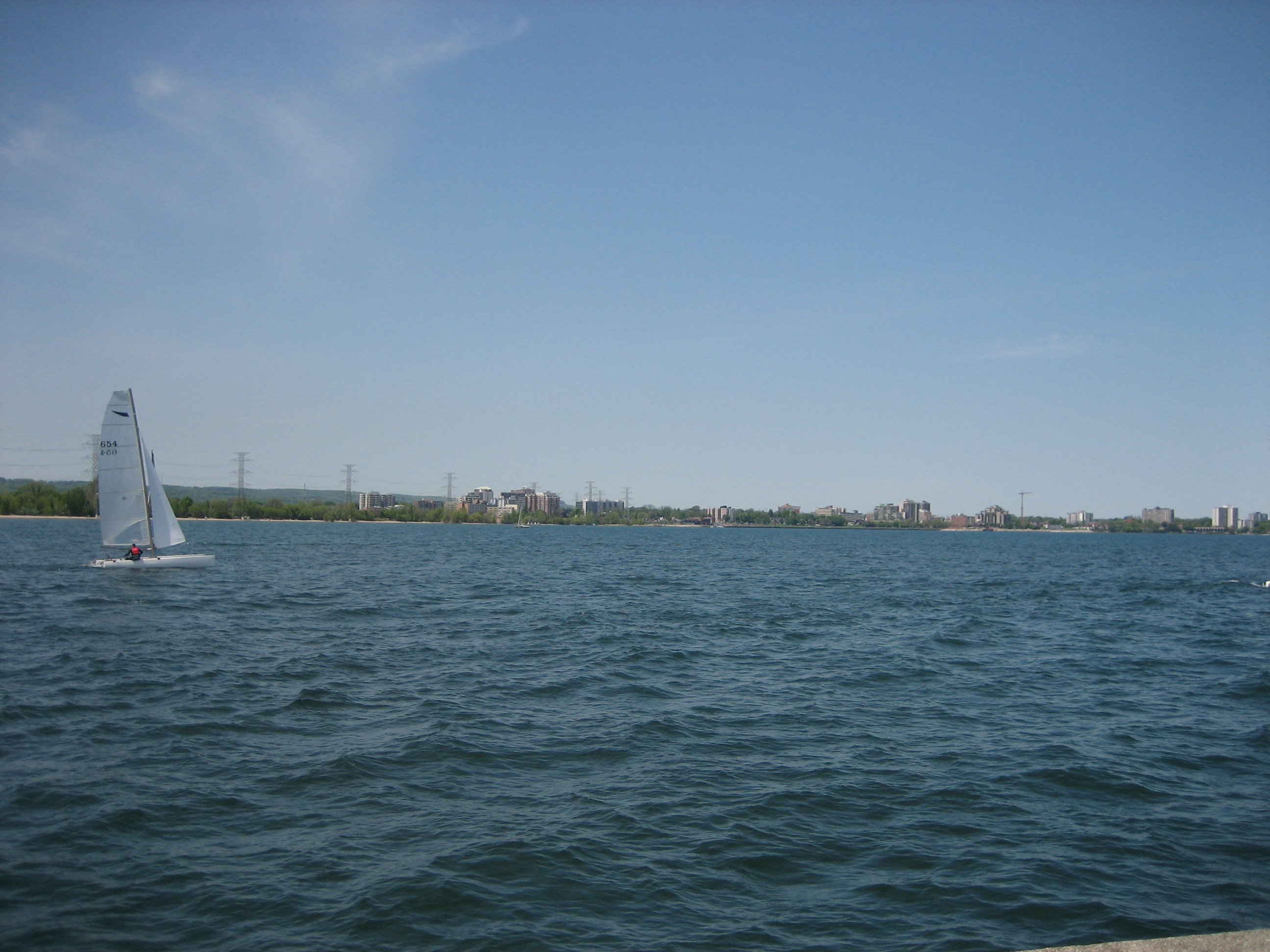
Jezero Lake Ontario.

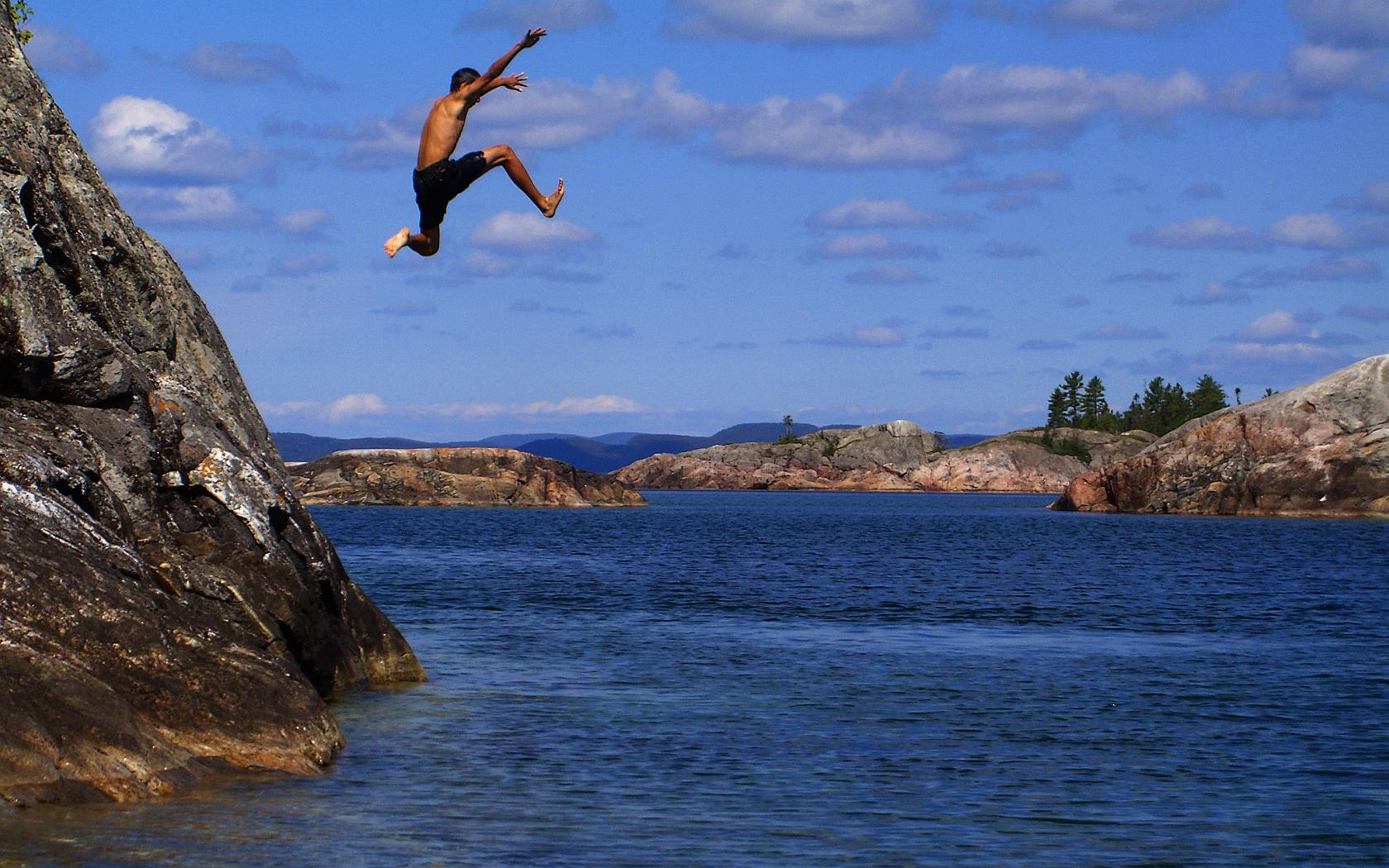
Lake Superior.

Největší jezera v Severní Americe (nad 1000 km²) seřazená podle rozlohy.

## Tabulka největších jezer
| Pořadí | Jezero (stát)                    | Rozloha | Délka | Odtok                                         |
|        |                                  | km²     | km    |                                               |
| ------ | -------------------------------- | ------- | ----- | --------------------------------------------- |
| 1.     | Michigan-Huron, (USA, Kanada)    | 117,702 | 710   | řeka sv. Kláry (povodí řeka sv. Vavřince)     |
| 2.     | Hořejší jezero, (USA, Kanada)    | 82,414  | 616   | řeka sv. Marie (povodí řeka sv. Vavřince)     |
| 3.     | Velké Medvědí jezero, (Kanada)   | 31,080  | 373   | Velká Medvědí řeka (povodí Mackenzie)         |
| 4.     | Velké Otročí jezero, (Kanada)    | 28,930  | 480   | Mackenzie                                     |
| 5.     | Erijské jezero, (USA, Kanada)    | 25,719  | 388   | Niagara (povodí řeka sv. Vavřince)            |
| 6.     | Winnipežské jezero, (Kanada)     | 23,553  | 425   | Nelson                                        |
| 7.     | Ontarijské jezero, (USA, Kanada) | 19,477  | 311   | řeka sv. Vavřince                             |
| 8.     | Nikaragua, (Nikaragua)           | 8,001   | 177   | San Juan                                      |
| 9.     | Athabasca, (Kanada)              | 7,920   | 335   | Velká Otročí řeka (povodí Mackenzie)          |
| 10.    | Sobí jezero, (Kanada)            | 6,330   | 245   | Sobí řeka                                     |
| 11.    | Winnipegosis, (Kanada)           | 5,403   | 245   | Water Hen (povodí Nelson)                     |
| 12.    | Nettilling, (Kanada)             | 5,051   | 113   | Koukdjuak                                     |
| 13.    | Nipigon, (Kanada)                | 4,843   | 116   | Nipigon (povodí řeka sv. Vavřince)            |
| 14.    | Manitoba, (Kanada)               | 4,706   | 225   | Dofin (povodí Nelson)                         |
| 15.    | Velké Solné jezero, (USA)        | 4,662   | 121   | bezodtoké                                     |
| 16.    | Lesní jezero, (Kanada, USA)      | *4,472  | 110   | Winnipežská řeka (povodí Nelson)              |
| 17.    | Dubawnt, (Kanada)                | *3,833  |       | Dubawnt                                       |
| 18.    | Amadjuak, (Kanada)               | *3,115  |       |                                               |
| 19.    | Melville, (Kanada)               | *3,069  |       |                                               |
| 20.    | Wollaston, (Kanada)              | *2,681  |       |                                               |
| 21.    | Iliamna, (USA)                   | *2,589  | 120   | Kvičak                                        |
| 22.    | Mistassini, (Kanada)             | *2,335  |       |                                               |
| 23.    | Nueltin, (Kanada)                | *2,279  |       |                                               |
| 24.    | Jižní Indiánské jezero, (Kanada) | *2,247  |       |                                               |
| 25.    | Okeechobee, (USA)                | *1,890  | ?     | kanály do Atlantského oceánu a Caloosahatchee |
| 26.    | Baker, (Kanada)                  | *1,887  |       |                                               |
| 27.    | Pontchartrain, (USA)             | *1,619  | 64    | průtok do Mexického zálivu                    |
| 28.    | Yathkyed, (Kanada)               | *1,449  |       |                                               |
| 29.    | Champlain, (Kanada, USA)         | *1,269  | 180   | Richelieu                                     |
| 30.    | Managua, (Nikaragua)             | *1,234  | 60    | Tipitapa                                      |
| 31.    | Becharof, (USA)                  | *1,186  | 60    | ?                                             |
| 32.    | Malé Otročí jezero, (Kanada)     | *1,168  |       |                                               |
| 33.    | Chapala, (Mexiko)                | *1,038  | 80    | Rio Grande de Santiago                        |

## Ostatní kontinenty
- Největší jezera v Africe podle rozlohy
- Největší jezera v Antarktidě podle rozlohy
- Největší jezera v Asii podle rozlohy
- Největší jezera v Austrálii a Oceánii podle rozlohy
- Největší jezera v Evropě podle rozlohy
- Největší jezera v Jižní Americe podle rozlohy